# محافظة حقل
حقل هي محافظة تتبع منطقة تبوك في شمال غرب المملكة العربية السعودية وعلى الساحل الشمالي الشرقي لخليج العقبة وتبعد عن مدينة العقبة الأردنية حوالي 30 كيلو متر جنوبا وعلى دائرة عرض 18 و29 5 شمالا، وخط طول 57و34 5 شرقا. وتبعد عن مدينة تبوك مسافة 200 كم.

## السكان
بلغ عدد سكان محافظة حقل (27,712) نسمة حسب تعداد السعودية 2022، عدد السعوديين (20,490) نسمة، وعدد غير السعوديين (7,222) نسمة.

## الاهمية السياحية
تعتبر محافظة حقل حاليا أهم المراكز السياحية بمنطقة تبوك، ويمثل منفذ الدرة المحطة الأخيرة للمملكة للمسافرين عبر الطريق البري مرورا بميناء العقبة وعندما يحتاج بعض المسافرين إلى الاستراحة والتزود بالمتاع اللازم للسفر. وتتوفر في محافظة حقل العديد من المواقع السياحية التي تصلح لمختلف الأغراض. انشئ مؤخرا العديد من الشاليهات على الشواطئ والمنتجعات. في المساء تستطيع ان تشاهد مدن العقبة الأردنية وايلات في فلسطين المحتلة وطابا المصرية.

## مراكز الإيواء السياحي
من المنتجعات المرخصة من الهيئة العامة للسياحة:ـ
منتجع بيتا السياحي حقل (bita resort).
من الفنادق المرخصة من الهيئة العامة للسياحة
فندق حياة حقل.

## المناطق السياحية
من أهم مناطق حقل السياحية:

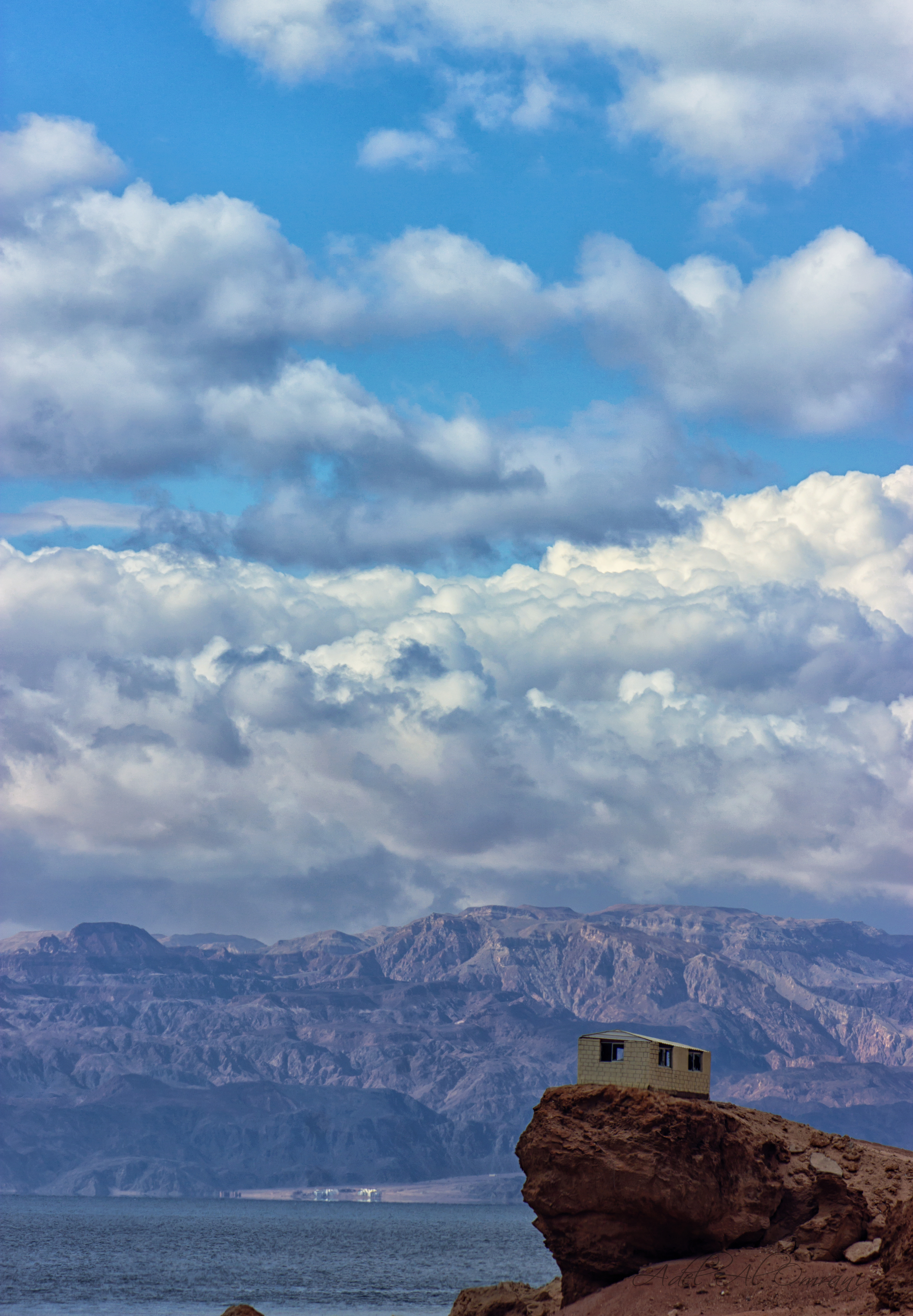

- منفذ الدرة (على الحدود الأردنية) 5 كم من مدينة حقل.
- طريق الدرة والمطل الشمالي (حيث يمكن مشاهدة بالعين المجردة كلا من مدينة العقبة الأردنية ومدينة إيلات في فلسطين المحتلة ومدينة طابا المصرية)
- طريق منحنايات حقيل وهو طريق نادر على ساحل البحر الأحمر يلتقي الجبل الرملية فيه مع الشاطئ ويعتبر نهاية الطريق الدولي لشمال المملكة القادم من اليمن جنوباً)
- مدينة حقل القديمة.
- شاطئ النحيل.
- قرية الحميدية الساحلية بحقل: أهم القرى في حقل الساحلية.
- جزيرة الوصل: وهي تتوسط المنطقة المحيطة بها من مياه البحر لتظهر كاللؤلؤة الجميلة التي تزين شاطئها.
- السفينة الغارقة: تقع هذه السفينة جنوباً من حقل بخمسين كلم بطريق مزفلت حتى مركز سلاح الحدود (بير الماشي) عند رأس سويحل الصغير .